# 12439 Okasaki
12439 Okasaki è un asteroide della fascia principale. Scoperto nel 1996, presenta un'orbita caratterizzata da un semiasse maggiore pari a 3,1468803 UA e da un'eccentricità di 0,1229915, inclinata di 2,19193° rispetto all'eclittica.